# Фредерік Кієсель
Фредерік Кієсель (фр. Frédéric Kiesel; 24 лютого 1923, Арлон — 15 лютого 2007, Брюссель) — бельгійський поет, літературний критик, публіцист і журналіст. 

## Біографія
Навчався у середній школі Арлону, потім вивчав право в Лувенському університеті, де став доктором наук.
Був учасник Другої світової війни. В 1944 році записався добровольцем в батальйоні Північної Ірландії.
Він дебютував у літературі в рамках руху Le Jeune Faune, будучи адвокатом у барі Arlon до 1956 року. Потім займався журналістикою, спочатку в La Métropole в Антверпені (з 1956 до 1963), потім у La Cité в Брюсселі (з 1963 по 1979), де спеціалізувався на зовнішньої політики. Він проводить численні репортажі, зокрема на Близькому Сході, на Близькому Сході та в країнах Сходу. Потім він працював у Why Pas? (з 1979 по 1988), продовжуючи водночас діяльність як літературний і музичний критик.
Дебютував в літературі в кінці 1940-х — початку 1950-х років. Писав на Вавилонській мові. Автор нарисів, біографії, журналістських розслідувань, таких як «Даллас, злочин без убивці» (1966) про вбивство Кеннеді або «Ізраїльсько-арабський глухий кут» (1972): близько десяти колекцій регіональних легенд, з Арлону, Арденн, Гауме.
Опублікував кілька збірок місцевих казок та легенд про Арлон, Арденн, Гаум в Бельгії.

## Закорінений поет
Основною літературною діяльністю Фредеріка Кізеля завжди була поезія. Від першої публікації «Що мені дав день» у 1954 році молодий поет отримав визнання серед однолітків і отримав премію Полака від Королівської академії французької мови та літератури Бельгії. Десяток опублікованих збірок складають його поетичну творчість, визнану ще двома поетичними преміями 1964 та 1974 років. Він проголошує себе «вкоріненим письменником1».

### Для будь якого виду
Це найдоступніший аспект поезії Фредеріка Кізеля: численні короткі, знайомі вірші з простим підходом, які відразу говорять про відчуття дітей, а також дорослих. Неординарний, ніжний, жартівливий погляд на тварину, пору року, деталь природи. Ці вірші широко поширені в антологіях, входять до шкільних підручників, на сайтах і в блогах.

### Природа, пори року, почуття
Поряд із цими розвагами, які становлять короткі вірші, Фредерік Кізель веде інтенсивну особисту роботу поза будь-якою школою та далеко від будь-якого абстрактного проекту. Терпіння, спокій, увага до плину часу2: його поетичне натхнення розгортається в широкому русі, вкоріненому в спогляданні стихій і живого. Рослина і космос поєднуються між спокоєм і сумнівом. Трава під ногами, хрускіт морозу, тремтіння літнього вечора втілюють запитання поета, його дослідження тонкощі почуттів і відчуттів.

### Поїздка
Поет і журналіст справді одна людина. Деякі з найкрасивіших поетичних сторінок Фредеріка Кізеля навіяні його подорожами Сходом чи слов'янськими країнами, двома регіонами світу, які йому особливо подобаються. Ці вірші характеризуються широтою перспективи та великим співпереживанням чоловікам і жінкам, з якими стикаються, їхнім віруванням, їхній чутливості.

### Духовність
Фредерік Кізель усе своє життя замислювався над сенсом життя, про смерть, про загробне життя. Багато віршів свідчать про це з усією простотою. Корінні питання — в центрі хвилювань поета. Він володіє мистецтвом знімати їх без прикрас.

## Вибрані твори

### Поезія
- Ce que le jour m'avait donné, À l'Enseigne du plomb qui fond, Dison, 1954.
- Élégies du temps et de l'été, Éditions du Verseau, Bruxelles, 1961.
- Printemps-Orphée, Julliard, collection Cahiers des Saisons, Paris, 1962.
- Le Cadran solaire, Éditions Le Borée, Lille, 1964 (collection Carrée, no 4).
- Herbe sur le chemin, Éditions du Verseau, Bruxelles, 1965.
- Pâques sauvages, Maison Internationale de la Poésie, Bruxelles, 1974.
- Nous sommes venus prendre des nouvelles des cerises, Éditions Ouvrières, Paris, 1982; Vie ouvrière, Bruxelles, collection Enfance heureuse.
- L'Autre regard, Édition de L'Ardoisière, Attert, 1985.
- Fables et comptines, Bruxelles, Les Élytres du hanneton, 1992
- Le Sablier, Clapas, Aguessac, 1998.
- La Corne de brume, Éditions Académie luxembourgeoise, Arlon, 1999.
- L'Échelle de Jacob, Clapas, Aguessac, 2001.

### Випробування
- Pierre Nothomb, Pierre De Méyère, Bruxelles, 1965.
- Dallas, un crime sans assassin, Pierre De Meyère, Bruxelles, 1966.
- Lucien Maringer ou la poésie de l'image, Éditions DMN, Bruxelles, 1967.
- Louis Dubrau, Pierre De Méyère, Bruxelles, 1970.
- L'impasse israélo-arabe, Éditions Vie Ouvrière, Bruxelles, 1972.
- Anne-Marie Kegels, Pierre De Méyère, Bruxelles, 1974.
- Le livre souvenir de Jean-Paul II en Belgique. 1. Jean-Paul II, ce pape inattendu que la Belgique attend. 2. La fête, essai, Didier-Hatier, Bruxelles, 1985.
- Charles Delaite, La Dryade, Virton, 1986.
- Rainer Maria Rilke. Le Livre d'Heures, (première traduction intégrale), accompagné d'un essai, Les heures d'un Dieu paradoxal, Éditions Le Cri, Bruxelles, 1990.
- Thomas Owen, les pièges du grand malicieux, Quorum, Ottignies, 1995.
- Philippe Leuckx, Dossier L no 59 fascicule 3, Service du Livre Luxembourgeois, Marche-en-Famenne, 2002.

### Казки та легенди
- Légendes du pays d'Arlon, Éditions Du Sorbier, Arlon, 1959. Postface d'Adrien de Prémorel.
- Légendes d'Ardenne et de Lorraine, Duculot, Gembloux, 1974. Préface de Georges Sion.
- Légendes des quatre Ardennes, Duculot, Gembloux, 1977. Préface de Thomas Owen.
- Histoires de mes villages, Duculot, Gembloux, 1979 (collection Racines).
- Trésor des légendes d'Ardenne, Duculot, Bruxelles-Gembloux, 1988 (collection Bibliothèque Duculot).
- Légendes et contes du pays d'Arlon, Paul Legrain, Bruxelles, 1988 (collection Légendes et contes de Wallonie).
- Légendes et contes de Gaume et Semois, Paul Legrain, Bruxelles, 1989 (collection Légendes et contes de Wallonie).
- L'Or des fées et autres légendes des quatre Ardennes, Éditions Racine, Bruxelles, 2003.
- La Prophétie d'Orval et autres légendes de Gaume et de Semois, Éditions Racine, Bruxelles, 2003.
- Le Meunier de Quarreux et autres légendes d'Ourthe et d'Amblève, Éditions Racine, Bruxelles, 2003.

### Театр, радіо
- Jean de Mady, jeu radiophonique, INR 1956.
- La coquette et les morts vivants, comédie en trois actes, radiodiffusée sur Bruxelles 4, 1958.
- Légendes d'entre Salm et Semois, radiodiffusé sur Bruxelles 4, 1960.
- Un enfant nous est né, jeu scénique créé à Arlon, Noël 1961.
- Si Arlon m'était conté, jeu scénique créé à Arlon, mai 1962.
- Jeu des guerriers d'Ardenne, créé à Spich (Cologne), mai 1966.
- Épopée de Bodrange et Montauban, jeu scénique créé à Spich (Cologne), avril 1967.
- Jeu de la Butte et de Saint-Donat, spectacle son et lumière créé à Arlon, mai 1967.
- La légende des fils Aymon, jeu scénique créé à Habay-la-Neuve, bénédiction de la forêt, octobre 1967.

## Нагороди та відзнаки
- 1954. Премія Еміля Поляка [архів] від Королівської академії французької мови та літератури Бельгії за «Що мені подарував день».
- 1964. Премія Ле Боре, Лілль, за «Сонячний годинник».
- 1974. Премія Scriptores catholici за Дикий Великдень.
- 1975. Премія Джорджа Гарніра [архів], від Королівської академії французької мови та літератури Бельгії за «Легенди Арденн і Лотарингії».